# There Must Be a Better World Somewhere
There Must Be a Better World Somewhere è un album discografico in studio dell'artista blues B.B. King, pubblicato nel 1981.
Il disco vince il Grammy Award alla miglior registrazione di musica etnica o tradizionale.

## Tracce
1. The Victim – 6:18
2. More, More, More – 4:39
3. You're Going with Me – 4:35
4. Life Ain't Nothing But a Party – 6:13
5. Born Again Human – 8:30
6. There Must Be a Better World Somewhere – 5:38